# Яснотка пурпурная
Ясно́тка пурпу́рная (лат. Lámium purpúreum) — вид однолетних или двулетних травянистых растений рода Яснотка (Lamium) семейства Яснотковые (Lamiaceae). Типовой вид этого рода.
Народные названия: красная крапива, шандра

## Ботаническое описание

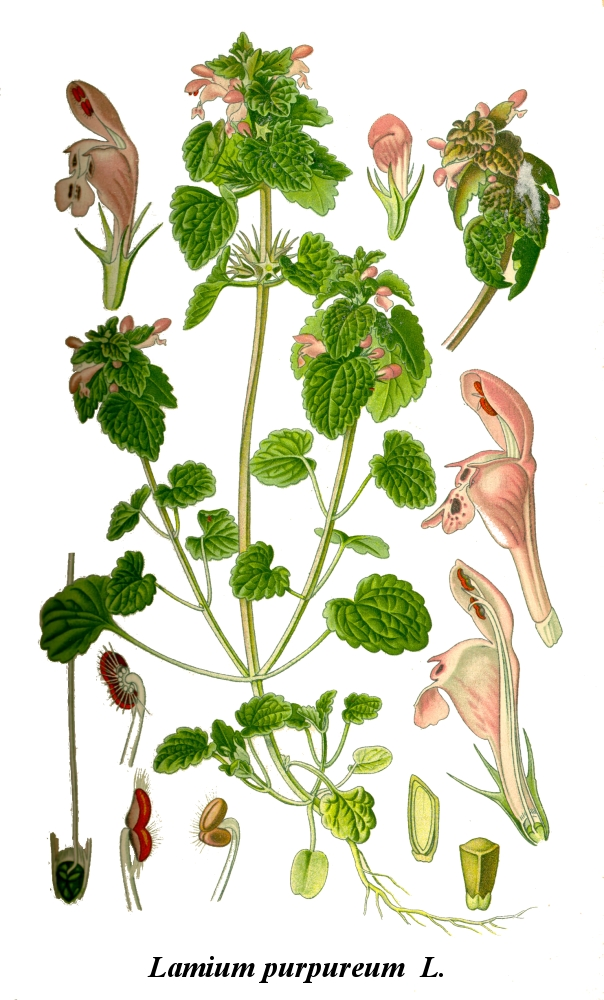

Однолетнее или двулетнее растение с короткими, восходящими или прямостоячими четырёхгранными стеблями до 30 см высотой.
Листья супротивные, нижние листья мелкие, на длинных черешках, округлые, верхние — сердцевидные, на коротких черешках.
Цветки сидячие, собраны по 6—8 в пазухах листьев. Чашечка трубчато-колокольчатая, венчик некрупный, двугубый, с прямой трубочкой, фиолетового оттенка.
Плод — ценобий: дробный плод, состоящий из четырёх орешковидных трёхгранных частей (эремов).
Цветёт растение с весны по осень.

## Распространение и экология
Распространена в европейской части России, в Западной и Восточной Сибири, на Кавказе.

## Значение и применение
Используется как лекарственное растение в народной медицине. Возможно имеет вещества, ингибиторы ацетилхолинэстеразы.

## Классификация

### Таксономия
Lamium purpureum  L., 1753, Sp. Pl. : 579
Вид Яснотка пурпурная относится к роду Яснотка (Lamium) семейства Яснотковые (Lamiaceae) порядка Ясноткоцветные (Lamiales), который последовательно входит в вышестоящие клады Ламииды → Астериды → Суперастериды → Эвдикоты → Цветковые растения. Таксономическая схема в соответствии с Системой APG IV по состоянию на декабрь 2023 года:
|  |                          |  |                                   |                                   |                      |  | еще 23 семейства | еще 23 семейства |                       |  |                          |  | еще 29 подтвержденных видов и 16 видов, ожидающих подтверждения | еще 29 подтвержденных видов и 16 видов, ожидающих подтверждения |  |
|  |                          |  |                                   |                                   |                      |  | еще 23 семейства | еще 23 семейства |                       |  |                          |  | еще 29 подтвержденных видов и 16 видов, ожидающих подтверждения | еще 29 подтвержденных видов и 16 видов, ожидающих подтверждения |  |
|  |                          |  |                                   | порядок Ясноткоцветные            |                      |  |                  |                  | род Яснотка           |  |                          |  |                                                                 |                                                                 |  |
|  |                          |  |                                   | порядок Ясноткоцветные            |                      |  |                  |                  | род Яснотка           |  | 5 внутривидовых таксонов |  |                                                                 |                                                                 |  |
|  | клада Цветковые растения |  |                                   |                                   | семейство Яснотковые |  |                  |                  | вид Яснотка пурпурная |  |                          |  |                                                                 |                                                                 |  |
|  | клада Цветковые растения |  |                                   |                                   |                      |  |                  |                  |                       |  |                          |  |                                                                 |                                                                 |  |
|  |                          |  | ещё 63 порядка цветковых растений | ещё 63 порядка цветковых растений |                      |  |                  | еще 267 родов    | еще 267 родов         |  |                          |  |                                                                 |                                                                 |  |
|  |                          |  |                                   | ещё 63 порядка цветковых растений |                      |  |                  |                  | еще 267 родов         |  |                          |  |                                                                 |                                                                 |  |

### Внутривидовые таксоны
- Lamium purpureum var. ehrenbergii (Boiss. & Reut. ex Boiss.) Mennema
- Lamium purpureum var. hybridum (Vill.) Vill.
- Lamium purpureum var. incisum (Willd.) Pers.
- Lamium purpureum var. moluccellifolium Schumach.
- Lamium purpureum var. purpureum

### Синонимы
- Lamiopsis purpurea Opiz
- Lamium foetidum Garsault
- Lamium foetidum Gilib.
- Lamium molle [ Soland. ]
- Lamium purpureum var. albiflorum Dumort.
- Lamium purpureum var. decipiens Sond. ex W.D.J.Koch
- Lamium purpureum var. exannulatum Loret & Barrandon